# Tumor carcinoide
Tumor carcinoide é um tipo de câncer neuroendócrino de crescimento lento que geralmente começam no trato digestivo (estômago, apêndice, intestino delgado, cólon, recto) ou nos pulmões. Podem secretar serotonina ou algum hormônio causando síndrome carcinoide. É o câncer neuroendócrino mais comum, afetando cerca de 1 a cada 100.000 habitantes no mundo.

## Causas
Possui um importante componente genético, sendo mais comum em quem possui algum histórico de tumor carcinoide na família. O lugar mais comum de aparecer é no intestino delgado (40%), apêndice (25%) ou no reto (15%). É mais comum entre idosos e entre 20 e 40% mais comum em mulheres.

## Sinais e sintomas
Tumores carcinoides nos pulmões podem causar:
- Dor no peito;
- Sibilos;
- Falta de ar;
- Diarreia;
- Rubor no rosto e pescoço;
- Ganho de peso, especialmente nas costas;
- Marcas rosas ou roxas na pele que se parecem com as estrias.

Sinais e sintomas de tumores carcinoides no trato digestivo incluem:
- Dor abdominal;
- Diarreia, náuseas, vômitos e constipação por obstrução intestinal
- Sangramento e dor retal;
- Rubor no rosto e pescoço.

## Tratamento
Quando possível, o tratamento de escolha para os tumores carcinoides é a excisão cirúrgica. Quando a ressecção total não é possível, reduzir o tamanho ou crioterapia pode proporcionar alívio dos sintomas. Quando há metástase é necessário também quimioterapia com cisplatina combinada.